# Luigi Carlo Farini
Luigi Carlo Farini (Russi, Ravenna, 22. listopada 1812. — Torino, 1. kolovoza 1866.), bio je talijanski političar i povjesničar, član povijesne desnice. Obnašao je dužnost premijera u periodu 1862. – 1863.
Farini je bio ministar obrazovanja Sardinije 1850. i član sardinijskog zastupničkog doma. Cavour ga šalje kao osobu od povjerenja u srednju Italiju, gdje je izabran za dikatatora u Modeni, Parmi i Romagni. Ujedinio je ove gradove u pokrajinu Emilia-Romagna. 
Poslije ujedinjenja Emilie-Romagne s Kraljevinom Sardinijom, Fraini je obnašao dužnost ministra unutarnjih poslova. 

## Vanjske poveznice
|  | Zajednički poslužitelj ima još gradiva o temi Luigi Carlo Farini |